# Гараповка
Гараповка (укр. Гарапівка) — село на Украине, находится в Андрушёвском районе Житомирской области.
Код КОАТУУ — 1820387802. Население по переписи 2001 года составляет 302 человека. Почтовый индекс — 13443. Телефонный код — 4136. Занимает площадь 15,056 км².

## Адрес местного совета
с. Павелки, ул. Ленина, 1